# بوتش ديفيس (لاعب كرة قاعدة)
بوتش ديفيس (بالإنجليزية: Butch Davis)‏ هو لاعب كرة قاعدة أمريكي، ولد في 19 يونيو 1958 في ويليامستون في الولايات المتحدة.